# Parlamentswahl in Sierra Leone 1967
Die Parlamentswahl in Sierra Leone 1967 fand am 17. März 1967 in Sierra Leone statt.

## Ergebnis
Die Wahl wurde von dem oppositionellen All People’s Congress (APP) gewonnen. Es war das erste Mal  in Afrika südlich der Sahara, dass eine Oppositionspartei eine Wahl gewinnen konnte. Die Machtübernahme durch den APP verzögerte sich aufgrund eines Staatsstreiches bis 1968.
- APP: 32
- SLPP: 28
- Unabh.: 6
- Chiefs: 12

| Partei                            | Stimmen | Stimmenanteil | Sitze    |
| --------------------------------- | ------- | ------------- | -------- |
| APC                               | 279.515 | 44,9 %        | 32 (+16) |
| SLPP                              | 230.999 | 37,1 %        | 28 (±0)  |
| Unabhängige Kandidaten            | 111.936 | 18,0 %        | 6 (−8)   |
| Paramount Chiefs (indirekte Wahl) | -       | -             | 12       |
| GESAMT                            | 622.650 | 100 %         | 78       |